# Кубок французької ліги з футболу
Ку́бок Францу́зької лі́ги з футбо́лу (фр. Coupe de la Ligue française de football) чи Ку́бок лі́ги (фр. Coupe de la Ligue) — щорічне змагання для французьких футбольних клубів, що проводиться Професійною футбольною лігою Франції з 1994 р.
У Кубку мають право брати участь тільки професійні футбольні клуби. Переможець розіграшу Кубка отримує право виступати в Лізі Європи.
На відміну від Кубка Франції, що організовує Французька футбольна федерація, Кубок Ліги організується Професійною футбольною лігою. Усі клуби члени ФФЛ мають брати участь в цьому змаганні.

## Історія
До 1994, Кубок Ліги був літнім змаганням, що дозволяв клубам тренувати своїх гравців у цей період. Це колишнє змагання мало на меті ліквідувати відсутність ігрової практики у гравців у міжсезонні. Більшість елітних клубів відмовлялися від участі у цих випробуваннях або посилали резервний склад. Змагання, яке більш-менш схоже на сучасний Кубок Ліги відбулося двічі. У сезоні 1963-64 його володарем став Страсбург, а в сезоні 1964-65 — Нант.
З 1994, у Кубку Ліги представлені усі клуби Ліги 1 і Ліги 2, а також клуби Насьйоналя (третя ліга), які ще мають професійний статус.
З 1995 до 1997, фінальний матч проходив на стадіоні Парк де Пренс, а з 1998 став проводитися на стадіоні Стад де Франс.
У 2006 президент Професійної футбольної ліги вирішив внести істотні зміни починаючи з сезону 2006—2007:
- змінений календар турніру: початок в серпні або вересні, фінал у березні або квітні;
- жеребкування 1/8 фіналу одночасно з 1/4;
- обидва кваліфікованих клуби в Лігу Чемпіонів за підсумками останнього сезону починають турнір з 1 / 16.

Ці зміни спровокували реакції слабких клубів, котрі відчували себе обділеними по відношенню до «грандів». І в перший же рік обидва клуби, що кваліфікувалися до Ліги Чемпіонів, зустрілися у фіналі.

## Фінали
| Сезон                    | Переможець          | Рахунок          | Фіналіст | Дата            | Місце проведення                |
| Кубок ліги (1963—1965)   |                     |                  |          |                 |                                 |
| 1963-64                  | Страсбург (1)       | 2 — 0            | Руан     | 1 січня 1964    | Стад де ла Мено, Страсбург      |
| 1964-65                  | Нант (1)            | 4 — 1            | Тулон    | 2 травня 1965   | Парк де Пренс, Париж            |
| Літній кубок (1982—1994) |                     |                  |          |                 |                                 |
| 1982                     | Лаваль (1)          | 3 — 2            | Нансі    | 13 червня 1982  | Стад де Парі, Сент-Уан          |
| 1984                     | Лаваль (2)          | 3 — 1            | Монако   | 7 червня 1984   | Стад Огюст Делон, Реймс         |
| 1986                     | Метц (1)            | 2 — 1            | Канн     | 6 грудня 1986   | Стад П'єр де Кубертен, Канни    |
| 1991                     | Реймс (1)           | 0 — 0 4 — 3 пен. | Ніор     | 17 липня 1991   | Стад Рене Гаяр, Ніор            |
| 1992                     | Монпельє (1)        | 3 — 1            | Анже     | 20 червня 1992  | Стад Жан Буен, Анже             |
| 1994                     | Ланс (1)            | 0 — 0 3 — 2 пен. | Монпельє | 22 липня 1994   | Стад Фелікс-Боллар, Ланс        |
| Кубок ліги (з 1994)      |                     |                  |          |                 |                                 |
| 1994-95                  | ПСЖ (1)             | 2 — 0            | Бастія   | 3 травня 1995   | Парк де Пренс, Париж            |
| 1995-96                  | Метц (2)            | 0 — 0 5 — 4 пен. | Ліон     | 6 квітня 1996   | Парк де Пренс, Париж            |
| 1996-97                  | Страсбург (2)       | 0 — 0 7 — 6 пен. | Бордо    | 12 квітня 1997  | Парк де Пренс, Париж            |
| 1997-98                  | ПСЖ (2)             | 2 — 2 4 — 2 пен. | Бордо    | 4 квітня 1998   | Стад де Франс, Сен-Дені         |
| 1998-99                  | Ланс (2)            | 1 — 0            | Метц     | 8 травня 1999   | Стад де Франс, Сен-Дені         |
| 1999-2000                | Геньон (1)          | 2 — 0            | ПСЖ      | 22 травня 2000  | Стад де Франс, Сен-Дені         |
| 2000-01                  | Ліон (1)            | 2 — 1 дч         | Монако   | 5 травня 2001   | Стад де Франс, Сен-Дені         |
| 2001-02                  | Бордо (1)           | 3 — 0            | Лор'ян   | 20 квітня 2002  | Стад де Франс, Сен-Дені         |
| 2002-03                  | Монако (1)          | 4 — 1            | Сошо     | 17 травня 2003  | Стад де Франс, Сен-Дені         |
| 2003-04                  | Сошо (1)            | 1 — 1 5 — 4 пен. | Нант     | 17 квітня 2004  | Стад де Франс, Сен-Дені         |
| 2004-05                  | Страсбург (3)       | 2 — 1            | Кан      | 30 квітня 2005  | Стад де Франс, Сен-Дені         |
| 2005-06                  | Нансі (1)           | 2 — 1            | Ніцца    | 22 квітня 2006  | Стад де Франс, Сен-Дені         |
| 2006-07                  | Бордо (2)           | 1 — 0            | Ліон     | 31 березня 2007 | Стад де Франс, Сен-Дені         |
| 2007-08                  | ПСЖ (3)             | 2 — 1            | Ланс     | 29 березня 2008 | Стад де Франс, Сен-Дені         |
| 2008-09                  | Бордо (3)           | 4 — 0            | Ванн     | 25 квітня 2009  | Стад де Франс, Сен-Дені         |
| 2009-10                  | Марсель (1)         | 3 — 1            | Бордо    | 27 березня 2010 | Стад де Франс, Сен-Дені         |
| 2010-11                  | Марсель (2)         | 1 — 0            | Монпельє | 23 квітня 2011  | Стад де Франс, Сен-Дені         |
| 2011-12                  | Марсель (3)         | 1 — 0 дч         | Ліон     | 14 квітня 2012  | Стад де Франс, Сен-Дені         |
| 2012-13                  | Сент-Етьєн (1)      | 1 — 0            | Ренн     | 20 квітня 2013  | Стад де Франс, Сен-Дені         |
| 2013-14                  | Парі Сен-Жермен (4) | 2 — 1            | Ліон     | 19 квітня 2014  | Стад де Франс, Сен-Дені         |
| 2014-15                  | Парі Сен-Жермен (5) | 4 — 0            | Бастія   | 11 квітня 2015  | Стад де Франс, Сен-Дені         |
| 2015-16                  | Парі Сен-Жермен (6) | 2 — 1            | Лілль    | 23 квітня 2016  | Стад де Франс, Сен-Дені         |
| 2016-17                  | Парі Сен-Жермен (7) | 4 — 1            | Монако   | 1 квітня 2017   | Парк Олімпік Ліон, Десін-Шарп'є |
| 2017-18                  | Парі Сен-Жермен (8) | 3 — 0            | Монако   | 31 березня 2018 | Новий стадіон, Бордо            |
| 2018-19                  | Страсбур (4)        | 0 — 0 4 — 1 пен. | Генгам   | 30 березня 2019 | П'єр Моруа, Вільнев-д'Аск       |
| 2019-20                  | Парі Сен-Жермен (9) | 0 — 0 6 — 5 пен. | Ліон     | 31 липня 2020   | Стад-де-Франс, Сен-Дені         |

## Досягнення
Починаючи з 1964 року
|    | Клуб       | Кількість перемог | Кількість фіналів | Остання перемога | Останній фінал |
| -- | ---------- | ----------------- | ----------------- | ---------------- | -------------- |
| 1  | ПСЖ        | 9                 | 1                 | 2020             | 2000           |
| 2  | Страсбург  | 4                 | 0                 | 2019             |                |
| 3  | Бордо      | 3                 | 3                 | 2009             | 2010           |
| 4  | Марсель    | 3                 | 0                 | 2012             |                |
| 5  | Ланс       | 2                 | 1                 | 1999             | 2008           |
| —  | Метц       | 2                 | 1                 | 1996             | 1999           |
| 7  | Лаваль     | 2                 | 0                 | 1984             |                |
| 8  | Ліон       | 1                 | 5                 | 2001             | 2020           |
| —  | Монако     | 1                 | 4                 | 2003             | 2018           |
| 10 | Монпельє   | 1                 | 2                 | 1992             | 2011           |
| 11 | Сошо       | 1                 | 1                 | 2004             | 2003           |
| —  | Нансі      | 1                 | 1                 | 2006             | 1982           |
| —  | Нант       | 1                 | 1                 | 1965             | 2004           |
| 14 | Реймс      | 1                 | 0                 | 1991             |                |
| —  | Геньон     | 1                 | 0                 | 2000             |                |
| —  | Сент-Етьєн | 1                 | 0                 | 2013             |                |
| 17 | Бастія     | 0                 | 2                 |                  | 2015           |
| 18 | Канн       | 0                 | 1                 |                  | 1986           |
| —  | Ванн       | 0                 | 1                 |                  | 2009           |
| —  | Кан        | 0                 | 1                 |                  | 2005           |
| —  | Лор'ян     | 0                 | 1                 |                  | 2002           |
| —  | Ніцца      | 0                 | 1                 |                  | 2006           |
| —  | Лілль      | 0                 | 1                 |                  | 2016           |
| —  | Генгам     | 0                 | 1                 |                  | 2019           |